# Rencontres paranormales
Rencontres paranormales est une émission de télévision québécoise produite par Chantal Lacroix et Luke Bélanger, diffusée entre le 24 novembre 2010 et le 19 avril 2011 sur le réseau TVA. Produite par les Productions Kenya et Viking Film 1685, l'émission présente plusieurs personnes, dont des personnalités québécoises, assises autour d'une table ronde animée par le médium Roger Mainville. Ce dernier établit des contacts avec l'aide de tables, d'objets et parfois même, d'appareils de détection de champs électromagnétiques pour entrer en communication avec des entités.

## Réception

### Audimat
L'émission atteint un audimat oscillant autour du million de téléspectateurs à l'automne 2010.

### Critiques
« Les événements dont vous allez bientôt être témoins sont réels et n'utilisent aucun effet d'illusion. Ils sont tournés la nuit afin de favoriser une meilleure communication avec les entités. Ces phénomènes demeurent toutefois inexpliqués, à vous d'en tirer vos propres conclusions. »

— Rencontres paranormales, message présenté au début de l'émission
La facture de l'émission, donnant à cette dernière un air scientifique, et le passage de cette dernière à une heure de grande écoute, soulèvent plusieurs commentaires dans les médias et chez des associations de scepticisme scientifique telles Les Sceptiques du Québec,,,,,. L'émission sera parodiée dans le sketch d'ouverture du Bye Bye 2010.
En juin 2011, un groupe de promoteurs du sens critique dépose une plainte auprès du Conseil canadien des normes de la radiodiffusion afin de dénoncer la « tromperie et la culture de l'obscurantisme » développées par l'émission.